# Infrastruktúra-szolgáltatás
Az infrastruktúra-szolgáltatás (angolul Infrastructure as a Service) a legalacsonyabb szintű szolgáltatási modell a felhőalapú számítástechnikában. Az infrastruktúra-szolgáltatók számítógépeket kínálnak, amelyek lehetnek tényleges fizikai szerverek, vagy (többnyire) virtuális számítógépek. A szolgáltatóknak nagy mennyiségű szerver áll rendelkezésükre. Az ezeken futtatott hypervisorokkal nagy mennyiségű virtuális gépet tudnak futtatni, ami lehetővé teszi, hogy az ügyfelek igényeinek megfelelően skálázzák a szolgáltatások méretét. Egy infrastruktúra-szolgáltató gyakran biztosít egyéb szolgáltatást is, mint például operációs rendszerek választékát, blokk- és fájlalapú tárhelyet, tűzfalat, terheléselosztót, IP-címeket.

## Főbb kritériumok
Az infrastruktúra-szolgáltatás, nem összekeverendő a virtuális privát szerverszolgáltatással.
- Egy infrastruktúra-szolgáltatásnak valamilyen programozási felületet kell biztosítania a felhasználói felület mellett[1]
- Az igényelt infrastruktúrát (hálózat, tárhely, memória, processzorhasználat) automatikusan és azonnal foglalja le a szolgáltató készletéből, emberi beavatkozás nélkül.
- A szolgáltatott szerveren kívül hálózatokat, virtuálisgép-készleteket, sablonokat tesz elérhetővé, esetleg gondoskodik automatikus terheléselosztásról is.

## Működése
Az alkalmazások használatához a felhasználók először telepítenek egy image segítségével valamilyen operációs rendszert, majd a használni kívánt alkalmazást. Az IaaS használata során az OS és az alkalmazás karbantartása, frissítése minden esetben a felhasználó feladata.

## Számlázás
Az IaaS egyik legnagyobb előnye, hogy az elasztikus erőforrás-menedzsment mellett a szolgáltatók minden esetben csak az adott számlázási időszakban igénybe vett erőforrás használatának díjait számlázzák ki a felhasználók felé. Így gyakorlatilag csak azért kell fizetni, amit ténylegesen használ az ember, míg például VPS szerver esetén a használattól függetlenül előre meghatározott havidíj kerül kiszámlázásra.

## Ismert szolgáltatók
- Amazon EC2
- Google Compute Engine